# Чынар, Атеш
Атеш Чынар (тур. Ateş Çınar, произношение [ˈAteʃ ˈtʃɯnaɾ]; род. 16 мая 1986, Измир) — турецкий яхтсмен, соревнующийся в классе 470. Он выступает за клуб «Галатасарай» и тренируется под руководством Эдо Фантела. Брат Дениза Чынара. Участник четырёх Олимпийских игр (2008, 2012, 2016, 2020).

## Биография
Атеш Чынар родился 16 мая 1986 года в Измире. Он учился в университете Девятого сентября. Его брат Дениз также является яхтсменом, выступающим за Турцию.

## Карьера
Атеш Чынар выигрывал национальный титул в классе Laser 4.7 на чемпионатах Турции по парусному спорту в 2002 и 2003 годах, а также выиграл в 2002 году Трофей Фонда турецкого парусного спорта в том же классе. Он завоевал серебряную медаль на молодёжном (до 18 лет) чемпионате мира 2003 года в классе Laser 4.7. Этот турнир проходил в Чешме. Чынар также участвовал в 2002 году в том же турнире, заняв девятое место. Тогда чемпионат прошёл в нидерландском Мёйдерзанде.
Атеш Чынар представлял свою страну в классе 470 на летних Олимпийских играх 2008 года в Пекине вместе со своим братом Денизом Чынаром. Братья также участвовали на летних Олимпийских играх 2012 года в Лондоне, где капитаном был Дениз.
На третьей Олимпиаде в Рио-де-Жанейро Атеш и Дениз Чынары заняли 15-е место по результатам десяти гонок в классе 470.
В 2021 году стало известно, что Дениз и Атеш Чынары примут участие на четвёртых для себя Олимпийских играх 2020 года в Токио. В мае перед Олимпиадой они приняли участие на чемпионате Европы в Португалии и заняли восьмое место.